# Turn On the Lights (Future)
Turn On the Lights è un brano musicale del rapper statunitense Future, estratto come quinto singolo dal suo album di debutto Pluto.

## Il brano
Turn On the Lights è un brano pop rap, che presenta diversi elementi di musica elettronica nella base. Il brano è stato prodotto da Mike Will Made It, e scritto da Future insieme a Marquel Middlebrooks e Michael Williams.

## Remix
Il remix ufficiale del brano è stato pubblicato il 16 settembre 2012 e vede la partecipazione di Lil Wayne. Un altro remix, che vede questa volta la partecipazione della cantante R&B Ciara, è stato pubblicato il 8 novembre dello stesso anno, nel canale YouTube di quest'ultima.

## Tracce
Digital download
1. Turn On the Lights - 4:09

## Classifiche
| Classifica (2012)                    | Posizione più alta |
| ------------------------------------ | ------------------ |
| Stati Uniti                          | 50                 |
| U.S. Billboard Hot R&B/Hip-Hop Songs | 2                  |